# Pausanias le Périégète
Pour les articles homonymes, voir Pausanias.
Pausanias (en grec ancien Παυσανίας / Pausanías, mot formé à partir des deux mots grecs παῦσις / paûsis (cessation, fin) et ἀνία / avía (chagrin, ennui, affliction)), dit le Périégète, est un voyageur de l'Antiquité. Né sans doute à Magnésie du Sipyle (Lydie) vers l'an 115, il meurt à Rome aux alentours de l'an 180. Il est l'auteur d'une Description de la Grèce ou Périégèse.

## Parcours
Pausanias explore la Grèce, la Macédoine, l'Italie, l'Asie et l'Afrique avant de se fixer à Rome vers 174. Là, il écrit une Description de la Grèce (Περιήγησις / Periêgêsis [Hellados]), ou Périégèse, en dix livres. À la manière d'un guide de voyage moderne, il donne, au fil de son itinéraire, la liste détaillée des sites (dont une description de Delphes) qu'il visite et les légendes qui s'y rapportent. L'historien Paul Veyne va jusqu'à  en dire, dans son ouvrage Les Grecs ont-ils cru à leurs mythes ? (1983) :

« Pausanias est l'égal d'un philologue ou d'un archéologue allemand de la grande époque ; pour décrire les monuments et raconter l'histoire des différentes contrées de la Grèce, il a fouillé les bibliothèques, a beaucoup voyagé, a tout vu de ses yeux. […] La précision des indications et l'ampleur de l'information surprennent, ainsi que la sûreté du coup d'œil. »

## Œuvre
L'œuvre de Pausanias est ainsi un témoignage de première importance sur la Grèce à l'époque romaine, en particulier pour le IIe siècle. De nombreuses fouilles archéologiques ont confirmé à maintes reprises la véracité de ses informations, surtout en ce qui concerne les sites historiques et les œuvres d'art qu'ils contenaient. 
Cependant, les découvertes de certaines fouilles se sont avérées en contradiction avec les descriptions de Pausanias, soit que celles-ci étaient dès l'origine incomplètes, en regard des vestiges découverts par l'archéologie moderne, soit qu'elles aient été tronquées lors des transcriptions et copies. Par ailleurs, Pausanias se complaît souvent à mêler histoire et mythologie, et cite des lieux difficilement identifiables comme les îles Satyrides. Cela fait de Pausanias un auteur à utiliser avec précaution, ses textes n'étant pas toujours des plus fiables.

Carte de la Grèce. On y voit quelles sont les régions décrites dans chacun des dix livres.

La Description se décompose comme suit :
- Livre I : l'Attique et Mégare
- Livre II : Corinthe, l'Argolide, ainsi qu'Égine et les îles voisines
- Livre III : la Laconie
- Livre IV : la Messénie
- Livre V : l'Élide et Olympie
- Livre VI : l'Élide (2e partie)
- Livre VII : Achaïe
- Livre VIII : Arcadie
- Livre IX : Béotie
- Livre X : la Phocide et la Locride

## Îles Satyrides
Pausanias aurait relaté également l'existence d'îles situées au-delà des colonnes d'Hercule, donc dans l'océan Atlantique, dénommées îles Satyrides, certaines inhabitées et d'autres peuplées par des Satyres à la peau « rousse » et pourvus de « queues presque aussi longues que celles des chevaux ». Pausanias tiendrait cette information de marins au « long cours », notamment d'un certain Euphémos, marin originaire de Carie.
Par la suite des historiens, ethnologues, ethnographes ou hellénistes donnèrent leur interprétation tentant d'expliquer le texte original de Pausanias. Ainsi l'helléniste Pierre Lévêque y voit « une île de peaux-rouges à queue de cheval, située du côté des Antilles ». Le père Joseph François Lafitau, ethnographe de la première heure, a également étudié ce texte de Pausanias et donne son interprétation reprise dans le volume IV de l'ouvrage Bibliothèque françoise, ou Histoire littéraire de la France. Il y voit des hommes à la chair rougeâtre et dont la queue située au bas de leur dos ou sur leur flanc, ne serait que celle des peaux de bêtes dont ces humains se couvraient. D'autres interprétations donnent une description « d'hommes à peau rouge, à chevelure noire et raide comme le crin d'un cheval ». La description de ces « sauvages » s'apparente plus à des satyres selon la perception qu'en avaient les Anciens, plutôt qu'à l'existence d'un groupe d'aborigènes constituant un peuple autochtone, tant par l'apparence que par les mœurs. Les traductions que donnent ces sources secondaires forcent le trait (« à la peau rouge » plutôt que « roux », « chevelure noire et raide comme le crin d'un cheval » plutôt qu'ayant « des queues presque aussi longues que celles des chevaux »).
Cependant Pausanias précise que tous ces navigateurs, bien qu'ils soient des hardis marins, sont de fieffés menteurs. Néanmoins la description faite de ces hommes d'outre écoumène demeure une énigme qui pose la question récurrente d'hypothétiques navigations transocéaniques, involontaires ou non, connues ou restées secrètes, imprécises ou fantaisistes, au cours de l'Antiquité.